# Le Roi Lear (film, 1971, Kozintsev)
Pour les articles homonymes, voir Lear.

Le Roi Lear (Король Лир) est un film soviétique de Grigori Kozintsev (1971), adapté de la pièce homonyme de William Shakespeare.

## Distribution
- Jüri Järvet : le Roi Lear
- Elza Radzina : Goneril
- Galina Voltchek : Regan
- Valentina Chendrikova : Cordelia
- Oleg Dahl : le fou
- Kārlis Sebris : Gloucester
- Leonhard Merzin : Edgar
- Regimantas Adomaitis : Edmund
- Vladimir Yemelyanov : Kent
- Aleksandr Vokach : Cornwall
- Donatas Banionis : Albany
- Alexeï Petrenko : Oswald
- Juozas Budraitis : le roi de France
- Emmanuil Vitorgan : serviteur